# Campionati mondiali giovanili di nuoto sincronizzato 2014
I XIV Campionati mondiali giovanili di nuoto sincronizzato si sono svolti in Finlandia dal 30 luglio al 3 agosto 2014. Le sedi di gara sono state a Helsinki.

## Medagliere
| Posiz. | Nazione  | Oro | Argento | Bronzo | Totale |
| ------ | -------- | --- | ------- | ------ | ------ |
| 1      | Russia   | 3   | 1       | 0      | 4      |
| 2      | Giappone | 1   | 2       | 1      | 4      |
| 3      | Canada   | 0   | 1       | 0      | 1      |
| 4      | Cina     | 0   | 0       | 3      | 3      |
| Totale | Totale   | 4   | 4       | 4      | 12     |

## Risultati
| Evento           | Oro              | Argento             | Bronzo       |
| Singolo          | Neborako Anisiya | Jacqueline Simoneau | Asuka Tasaki |
| Duo              | Russia           | Giappone            | Cina         |
| Squadra          | Russia           | Giappone            | Cina         |
| Libero combinato | Giappone         | Russia              | Cina         |